# Vulkanpark-Radweg
Der Vulkanpark-Radweg ist ein Radwanderweg der die Städte Mayen und Andernach durch den Vulkanpark im Landkreis Mayen-Koblenz verbindet. Die Route passiert zahlreiche vulkanologische und archäologische Projekte des Vulkanparks und lässt 300.000 Jahre Erdgeschichte im Zeitraffer erleben. Vier Exkurse führen von der Hauptstrecke des Vulkanparkradweges zu Attraktionen des Vulkanparks. Die Radstrecke wird bis auf ca. zwei Kilometer über eigene, größtenteils asphaltierte Radwege geführt. Sie führt mit meist leichtem, manchmal mittlerem Gefälle (2–6 %) von Mayen nach Andernach. In diese Richtung wird die Route auch Familien mit Kindern empfohlen. Sie ist in beide Richtungen einheitlich mit dem Radwege-Logo beschildert.

## Streckenverlauf Mayen - Andernach

### Charakteristik
In dieser Fahrtrichtung meistens flach oder mit leichtem bis mittlerem (2–6 %) Gefälle. Die Wegführung erfolgt bis auf ca. zwei Kilometer über Rad- und Wirtschaftswege bzw. kleinere Straßen, die größtenteils asphaltiert sind. Die auf ca. zwei Kilometer befahrene L120 weist ein Verkehrsaufkommen von etwa 1.000 Fahrzeugen in 24 Stunden auf. Auf etwa vier Kilometern führt die Route über Wege mit wassergebundenem Belag. Der Start am Ost-Bahnhof von Mayen liegt auf 280 m ü. NN und das Ziel Andernach auf 56 m. Dazwischen führt die Strecke ca. 120 Höhenmeter aufwärts und ca. 290 Höhenmeter abwärts. Die Route verläuft annähernd parallel zur Eifelquerbahn, wo an mehreren Haltepunkten ein Ein- oder Ausstieg möglich ist. Die Beschilderungen ist in beide Richtungen nach den Richtlinien des Landes Rheinland-Pfalz ausgeführt und mit dem Radwege-Logo gekennzeichnet. Aufgrund des Gefälles wird die Route in der beschriebenen Richtung auch für Familien mit Kindern empfohlen. Die touristischen Höhepunkte sind die Altstädte von Mayen und Andernach, die vulkanologischen und archäologischen Projekte des Vulkanparks Eifel sowie der Kaltwasser-Geysir in Andernach.

### Mayen - Andernach
Der Vulkanpark-Radweg startet am Ost-Bahnhof in Mayen, der per Regionalbahn erreichbar ist. Er liegt an der Strecke der Eifelquerbahn. Diese verkehrt im Stundentakt zwischen Andernach an der Linken Rheinstrecke und Kaisersesch. Bereits in Mayen ist der erste Exkurs zu einer Attraktion des Vulkanparks möglich. Etwa 0,8 km abseits der Hauptroute liegt das Mayener Grubenfeld, die älteste und ehemals wichtigste Abbaustätte für Mayener Basaltlava. Auf der Hauptroute werden die beiden ersten Kilometer gemeinsam mit dem Maifeld-Radweg geführt, bevor dieser vor dem Ortsteil Hausen nach rechts abzweigt. Nach dem Passieren von Kottenheim und den Thürer Wiesen gelangt man an den Abzweig nach Mendig. Dorthin führt ein 3,2 km langer Exkurs zum Deutschen Vulkanmuseum " Lava-Dome" und den bekannten Lavakellern. Der Hauptweg führt weiter auf der L10, vorbei an der einzeln stehenden Fraukirch. Danach geht es nach rechts entlang des kleinen Wiesenbachs Richtung Kruft. Hinter Kruft wird die A 61 gequert und die Route streift die Ortschaft Kretz, in der sich das Römerbergwerk Meurin befindet. Das im Rahmen des Vulkanparks touristisch aufbereitete Bergwerk ist das größte römische Untertage-Abbaugebiet für Tuffstein nördlich der Alpen. Es gehört außerdem zum nationalen Geopark Laacher See. Weiter führt die Route in den Ort Plaidt. Hier befindet sich das Info-Zentrum des Vulkanparks. Ab Plaidt folgt die Route dem Lauf der Nette und erreicht nach wenigen Kilometer das "Gut zur Nette", welches zur Stadt Weißenthurm gehört, und die Nette-Mündung in den Rhein. Auf der anderen Rheinseite ist das Schloss Zu Wied zu erkennen. Die letzten Kilometer laufen gemeinsam mit dem Rhein-Radweg nach Andernach, wo die Route am "Alten Krahnen" am Rheinufer endet.

### Sehenswürdigkeiten, Landschaft und Kultur

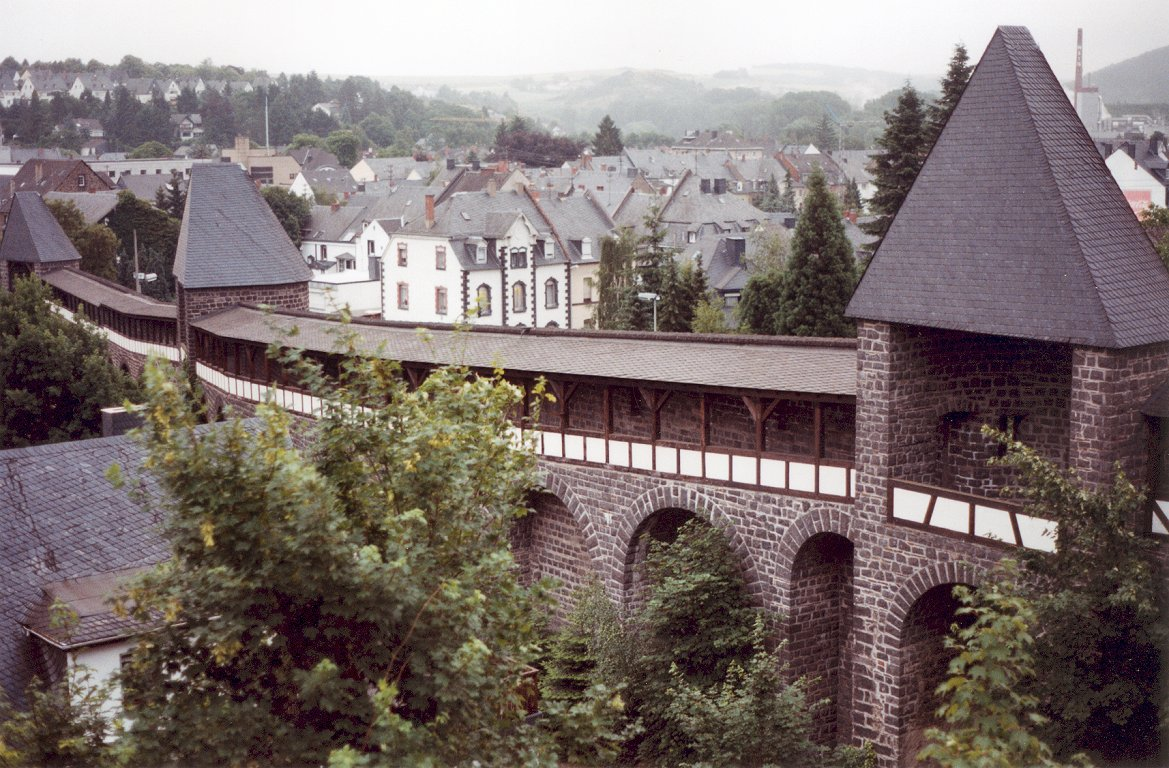
Mittelalterliche Stadtbefestigung in Mayen
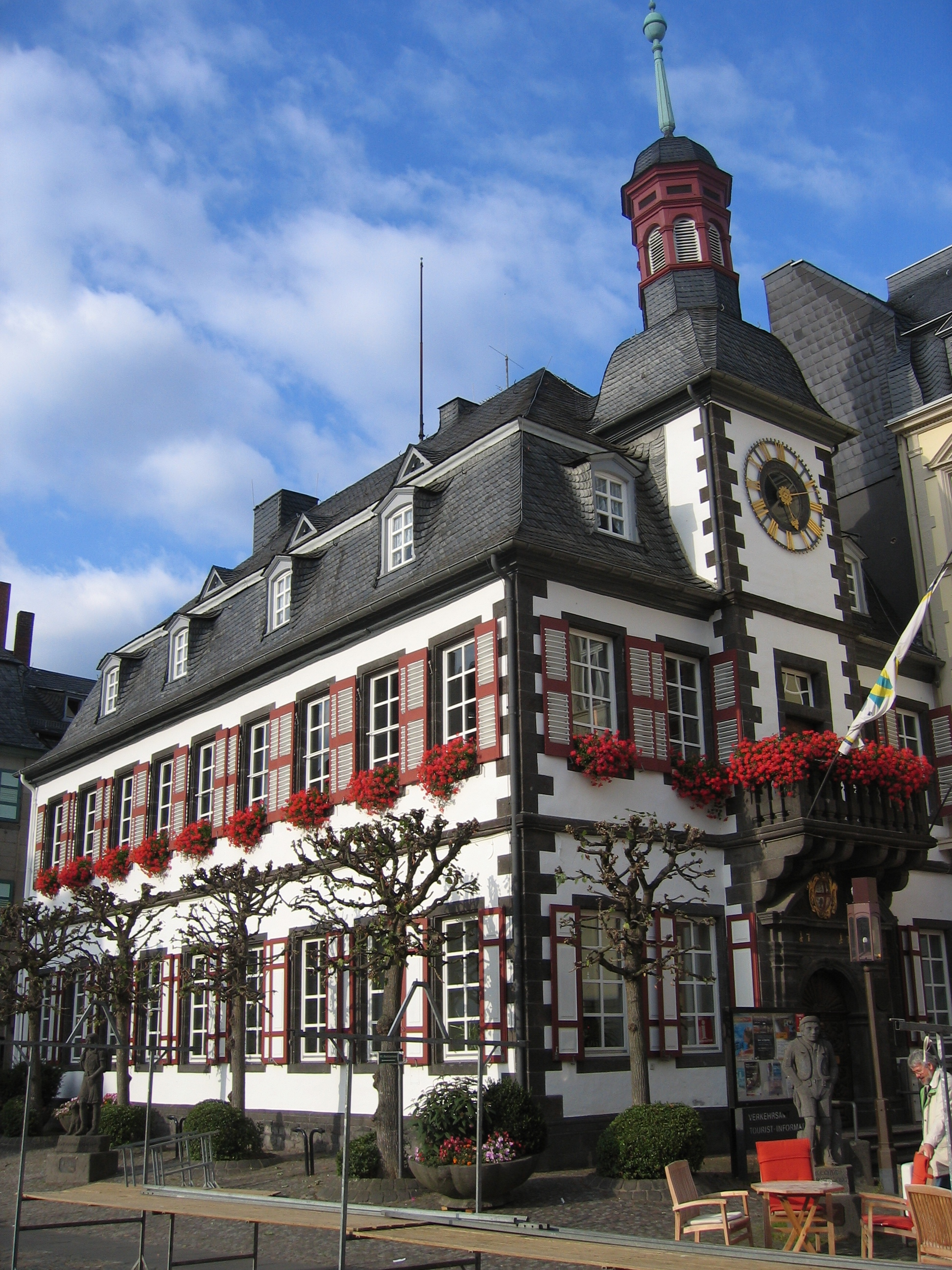
Altes Rathaus Mayen
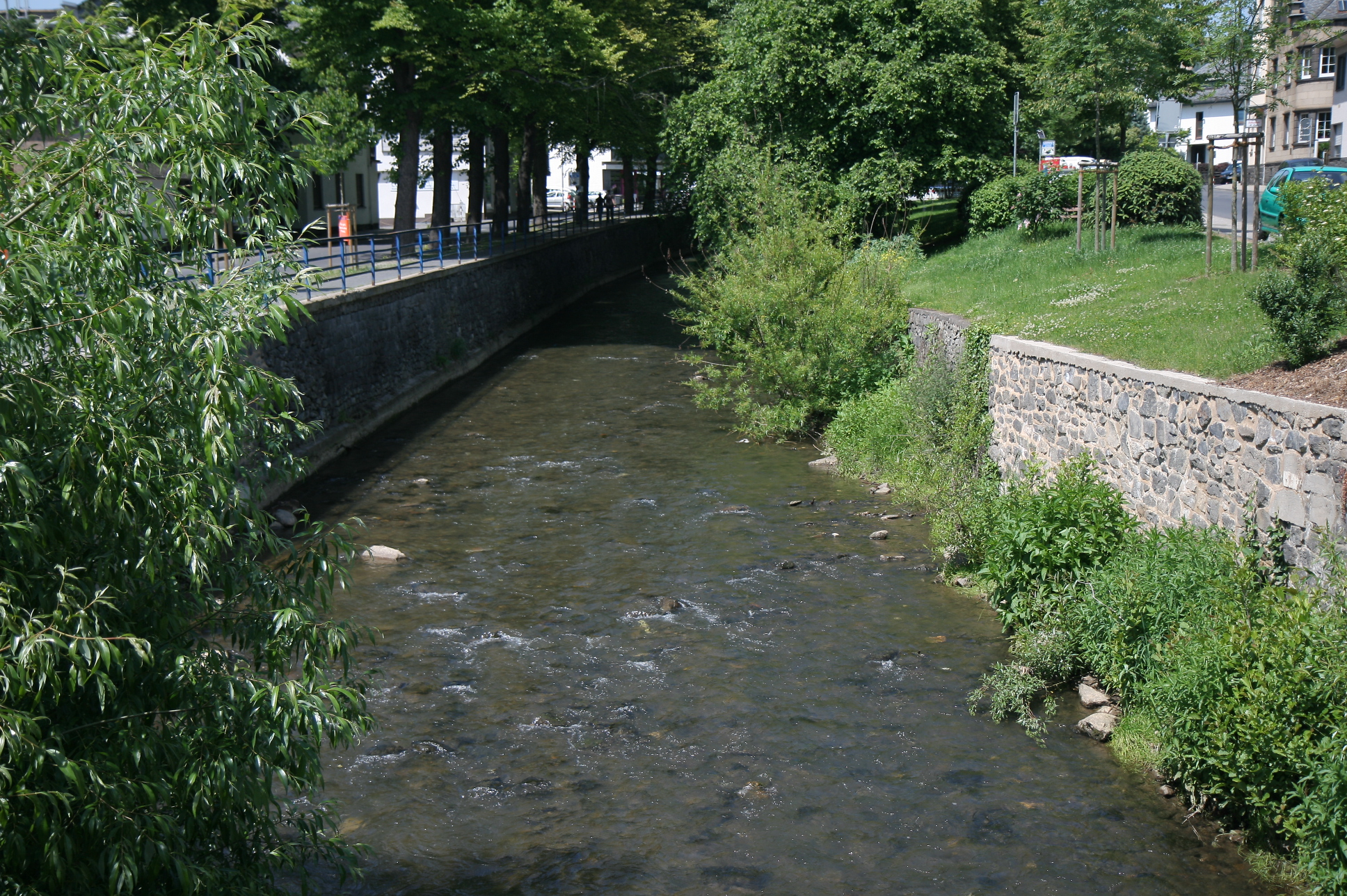
Die Nette in Mayen
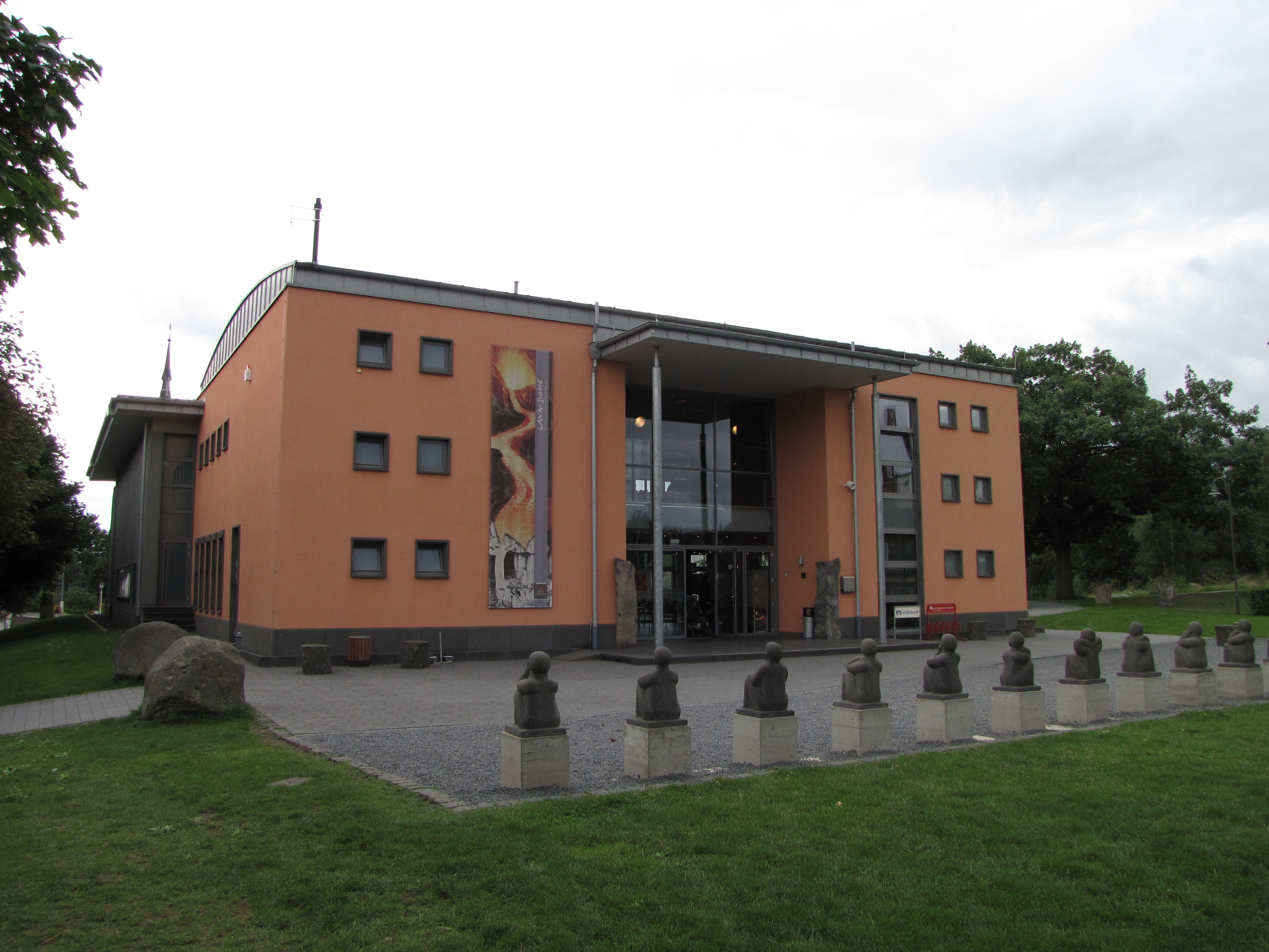
Der "Lava-Dome" in Mendig
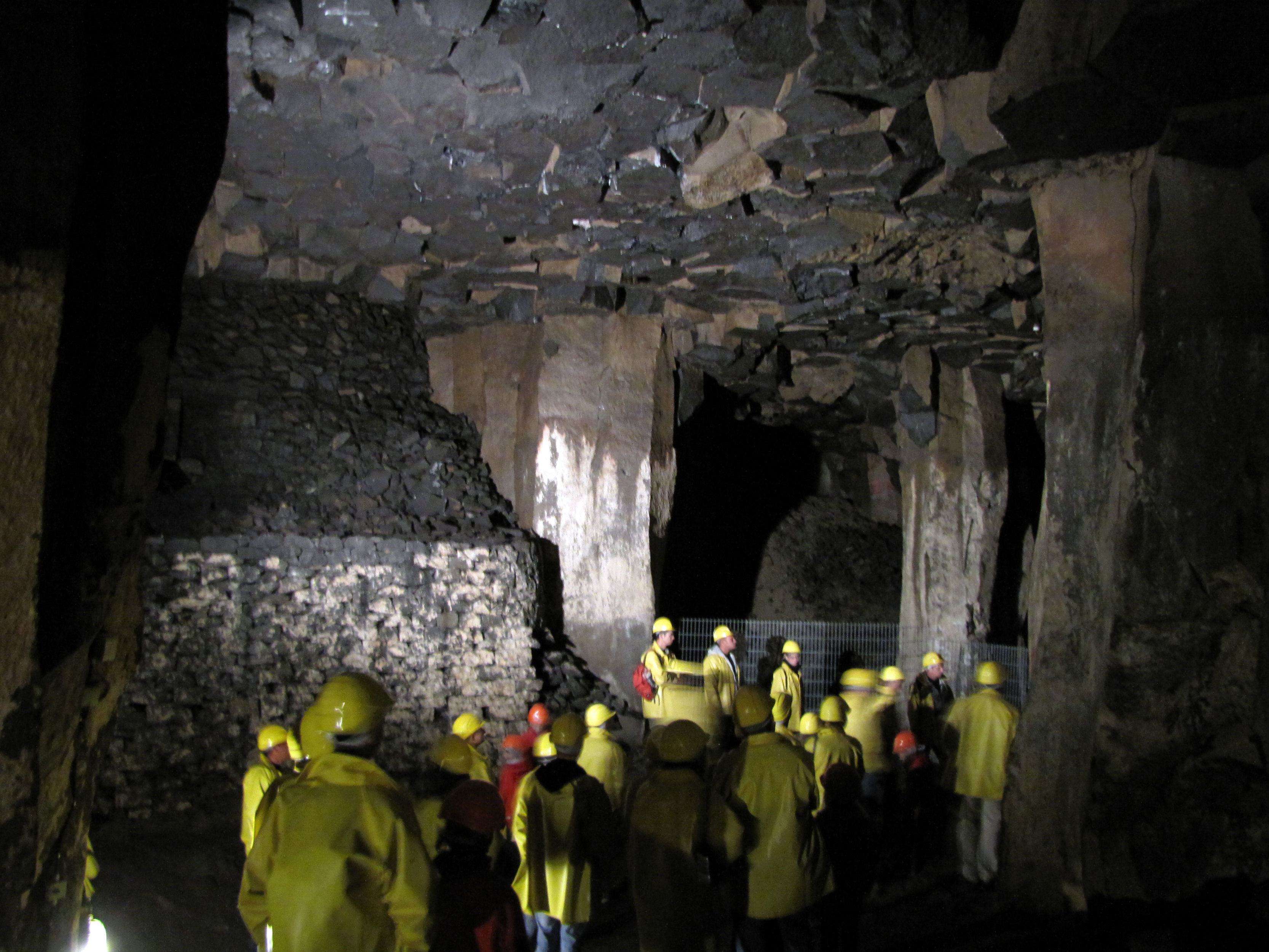
Lavakeller 32 m unter Mendig
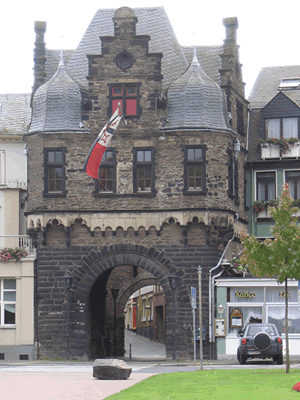
Rheintor (Kornpforte) in Andernach
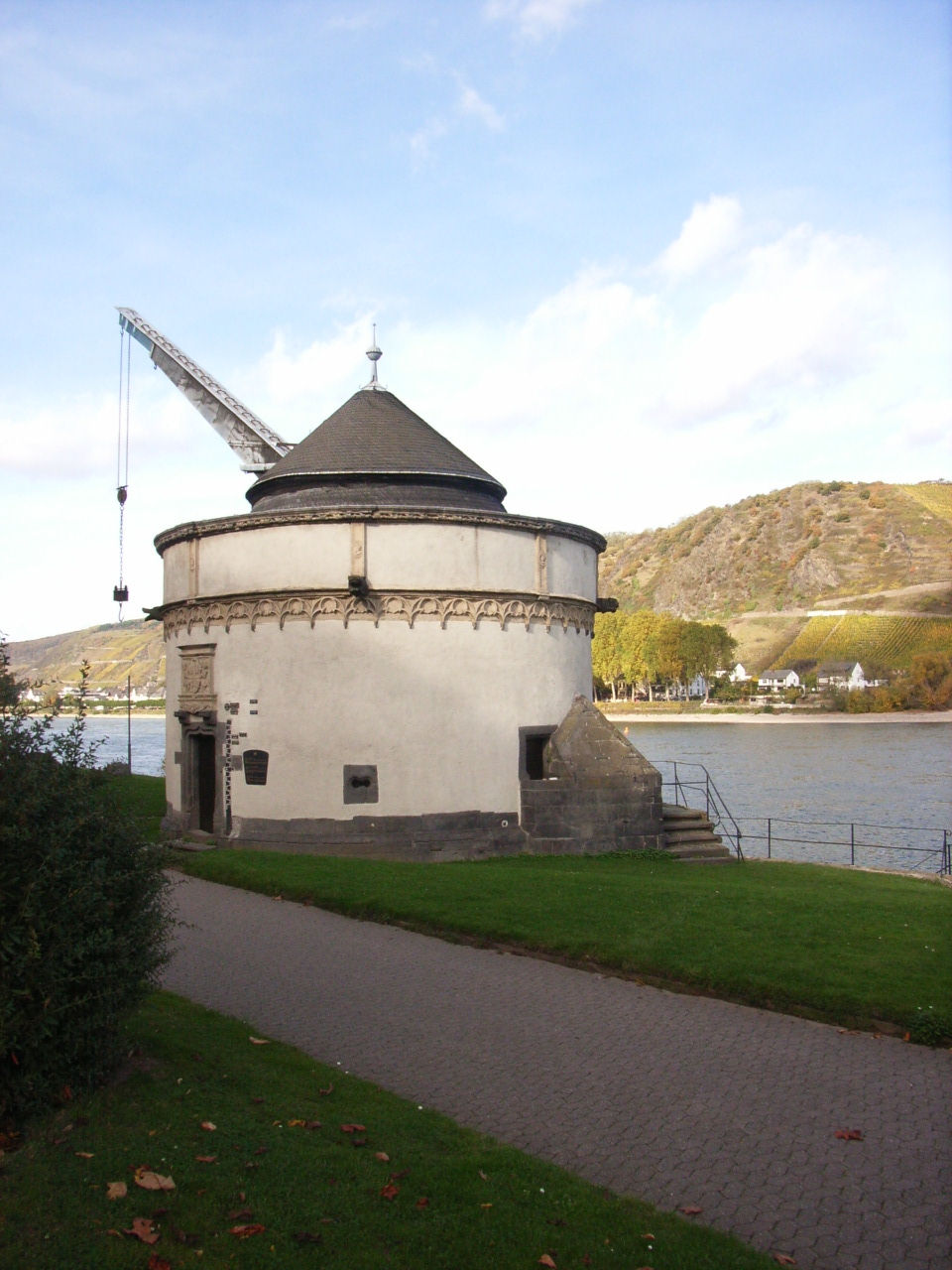
Alter Krahnen in Andernach
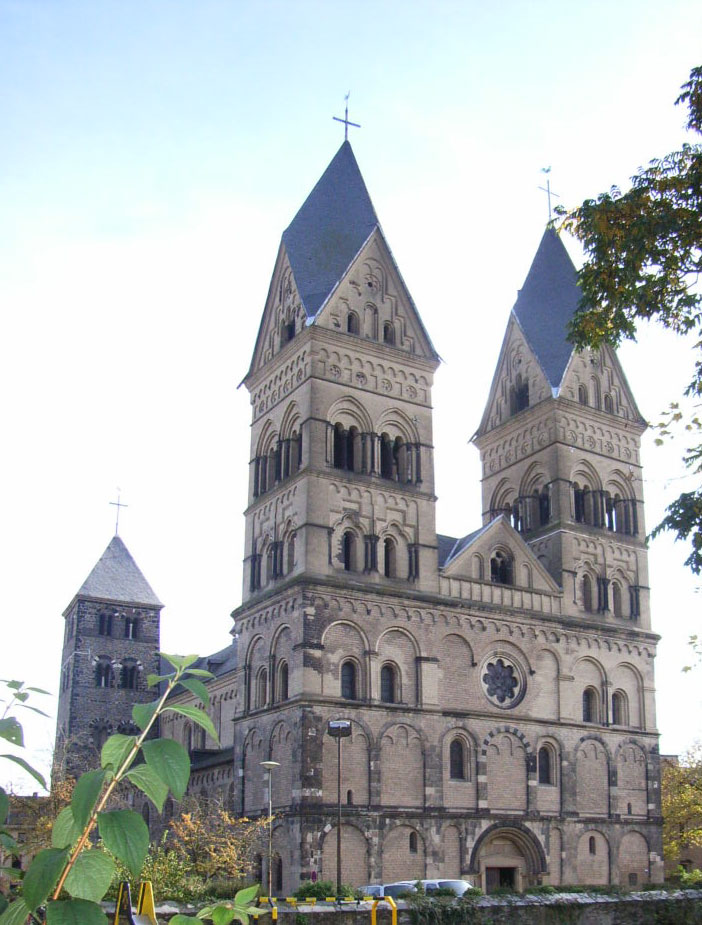
Pfarrkirche Maria Himmelfahrt in Andernach

Die Route führt von Mayen durch das Maifeld-Pellenzer Hügelland, dem Unterlauf der Flüsschens Nette folgend ins Neuwieder Becken. Dabei bietet der Radweg eine Zeitreise in die „heiße“ Entstehungsgeschichte unserer Erde. Von Mayen, dem Zentrum der Vulkanischen Osteifel, über Mendig mit seinen beeindruckenden Felsenkellern bis zum „Alten Krahnen“ in Andernach, verbindet der Weg zahlreiche vulkanologische und archäologische Projekte des Vulkanparks. Themen entlang der Strecke beschäftigen sich mit antikem Steinhandel, 300.000 Jahre Erdgeschichte im Zeitraffer, dem größten römischen Tuffbergwerk nördlich der Alpen, unterirdischen Felsenkellern und vielem mehr. Die Städte Mayen und Andernach beeindrucken mit ihrer historischen Altstadt und in Andernach kann der höchste Kaltwassergeysir der Welt besichtigt werde.
- Mayen liegt am westlichen Rand des Maifeldes, nördlich und südwestlich der Stadt erhebt sich in einer Geländestufe die Vordereifel. Daher wird Mayen oft als „Tor zur Eifel“ bezeichnet. Das Flüsschen Nette durchfließt die Stadt von der Eifel kommend in Richtung Weißenthurm am Rhein. Bereits in der römischen Zeit war Mayen ein wichtiger Wirtschaftsstandort. Hier waren von dem Ende des 3. Jahrhunderts bis ins Mittelalter Töpfereien angesiedelt, deren Produkte in ganz Mitteleuropa verbreitet wurden. An Sehenswürdigkeiten bietet Mayer unter anderem:
  - Das alte Rathaus am Marktplatz.
  - Die Genovevaburg aus dem 13. Jahrhundert. In ihr ist das Eifelmuseum mit dem Deutschen Schieferbergwerk untergebracht.
  - Die Pfarrkirche St. Clemens mit verdrehtem Turm. Das Wahrzeichen der Stadt wurde nach der Zerstörung im Zweiten Weltkrieg 1947–1953 wiedererrichtet.
  - Pfarrkirche Herz-Jesu (1911/12 erbaut).
  - Teile der im 14. bis 16. Jahrhundert errichteten Stadtbefestigung, welche die Stadt mit 1.660 m Länge, 4 Toren und 16 Mauertürmen fast kreisförmig umschloss.
  - Rekonstruktion der spätrömischen Höhenbefestigung auf dem Katzenberg.

- Mendig : Wurde im Jahr 1041 als menedich erstmals urkundlich erwähnt. Seit der Römerzeit bis in das 19. Jahrhundert blühte Mendig dank des Abbaus und der Verarbeitung der Basaltlava, vor allem als Mühlstein und für Werksteine. Mendiger Basaltlava ist bis heute ein Begriff für einen festen, beständigen Werkstein. Im 19. Jahrhundert wurden die unterirdischen Steinbrüche als Gär- und Lagerkeller für 28 Mendiger Brauereien genutzt. In Mendig ist das Museum "Lava Dome" beheimatet. Als zentrale Einrichtung des Vulkanparks stellt es die geologische Entstehungsgeschichte der Region dar. Als Außenanlage macht es die Lavakeller, einen etwa drei km² großen Felsenkeller, zugänglich. Er war ehemals das größte Basaltlava-Bergwerk der Welt.

- Andernach gehört zu den ältesten Städten Deutschlands; im Jahr 1988 feierte es sein 2000-jähriges Bestehen. An Sehenswürdigkeiten bietet die Stadt unter anderem:
  - Das Wahrzeichen der Stadt ist der "Runde Turm" genannte Wehrturm, der den nordwestlichen Eckpunkt der Stadtmauer bildet.
  - Der "Alte Krahnen" ist ein 1561 fertiggestellter Stein-Turmdrehkran bei Rheinkilometer 613,8 am damaligen Hafen Andernachs.
  - Die katholische Pfarrkirche "Maria Himmelfahrt", eine mächtige Emporenbasilika mit vier Türmen, Westbau und Chor liegt am westlichen Rand der Stadt in direkter Nähe zur Stadtmauer und damit auch an der Westseite des in römischer Zeit dort befindlichen Kastells Antunnacum, aus dem die spätere Siedlung hervorging.
  - Das "Rheintor" wurde um 1200 als Hauptzugang der Stadt vom Rheinufer her errichtet. Es ist die älteste Doppeltoranlage des Rheinlandes. In die Zeit der Erbauung gehören nur noch der Grundriss und Teile des unteren Mauerwerks. Im 18. Jahrhundert wurde das Gebäude umgebaut, das 1899 seine heutige Gestalt, anlehnend an sein Aussehen im 17. Jahrhundert, wiedererhielt.
  - Geysir Andernach, auch Namedyer Sprudel genannt, auf dem Namedyer Werth (Krummenwerth), der mit etwa 55–60 m der höchste Kaltwassergeysir der Welt ist. Der Sprudel sprang bereits erstmals 1903 nach einer Bohrung und wurde kommerziell als Mineralquelle genutzt. 1957 verschlossen wurde er 2001 erneut angebohrt und ist seit 2006 wieder für die Öffentlichkeit zugänglich. Endgültig wurde der Geysir zusammen mit dem Geysir-Infozentrum am 30. Mai 2009 eröffnet. Seitdem verkehrt in den Sommermonaten zwischen dem Infozentrum und dem Namedyer Werth, das Ausflugsschiff namens "Namedy".

## Anschlussradwege
In Mayen startet der Vulkanpark-Radweg gemeinsam mit dem Maifeld-Radweg, von dem über Münstermaifeld durch das Schrumpfbachtal (ca. 9 km) der Mosel-Radweg in Hatzenport erreicht wird. In Weißenthurm erreicht der Vulkanpark-Radweg den Rhein-Radweg und führt mit ihm gemeinsam nach Andernach.

## Bahn- und Busanbindung
Der Ost-Bahnhof in Mayen liegt an der Strecke der Eifelquerbahn. Diese verkehrt im Stundentakt zwischen Andernach an der Linken Rheinstrecke und Kaisersesch. 

Die gesamte Route des Vulkanpark-Radwegs folgt ungefähr der Trasse der Eifelquerbahn, sodass folgende Bahnhöfe von der Strecke aus erreichbar sind:
- Bahnhof Kottenheim in 1,7 km Entfernung (ca. 80 Höhenmeter oberhalb)
- Bahnhof Thür in 850 m Entfernung (ca. 25 Höhenmeter oberhalb)
- Bahnhof Mendig in 2 km Entfernung (ca. 65 Höhenmeter oberhalb)
- Die Bahnhöfe Kruft, Kretz und Plaidt unmittelbar an der Strecke